# Coppa FIRS (hockey in-line)
La Coppa FISR di hockey in-line è una competizione italiana di hockey in-line, istituita nel 2015.
La manifestazione si svolge a cadenza annuale.

## Albo d'oro
| Stagione       | Data                   | Vincitore (numero vittorie) | Finalista perdente     | Risultato              | Sede della finale/i    |
| -------------- | ---------------------- | --------------------------- | ---------------------- | ---------------------- | ---------------------- |
| 2015-2016 (1ª) | 20 dicembre 2015       | CUS Verona                  | Cittadella             | 5 - 4                  | Monleale               |
| 2016-2017 (2ª) | 15 gennaio 2017        | Milano Quanta               | Monleale               | 6 - 1                  | Monleale               |
| 2017-2018 (3ª) | 29 ottobre 2017        | Milano Quanta               | Cittadella             | 5 - 2                  | Forlì                  |
| 2018-2019 (4ª) | 3 novembre 2018        | Milano Quanta               | Ferrara                | 14 - 1                 | Forlì                  |
| 2019-2020 (5ª) | Edizione annullata     | Edizione annullata          | Edizione annullata     | Edizione annullata     | Edizione annullata     |
| 2021-2023      | Edizioni non disputate | Edizioni non disputate      | Edizioni non disputate | Edizioni non disputate | Edizioni non disputate |

### Riepilogo vittorie per squadra
| Squadra       | Titoli | Edizioni         |
| ------------- | ------ | ---------------- |
| Milano Quanta | 3      | 2017, 2018, 2019 |
| CUS Verona    | 1      | 2016             |